# Momoko Kōchi
Momoko Kōchi (Japans: 河内 桃子, Kōchi Momoko) (Tokio, 7 maart 1932 – aldaar, 5 november 1998) was een Japanse filmactrice.

## Filmografie (selectie)
- Godzilla (1954)
- Jūjin yuki otoko (1955)
- Waga mune ni niji wa kiezu (1957)
- Chikyū bōeigun (1957)
- Ōatari tanuki goten (1958)
- Godzilla vs. Destoroyah (1995)

- Bibsys: 10068710
- Bibliothèque nationale de France: cb14195272c (data)
- Gemeinsame Normdatei: 1240789459
- International Standard Name Identifier: 0000 0000 4843 8926
- Library of Congress Control Number: no2007048846
- Bibliotheek van het Japanse parlement: 00183643
- Nationale Bibliotheek van Israël: 987007435000605171
- Virtual International Authority File: 21918441
- WorldCat: E39PBJwD4yjdpFmwfJH4d3vbVC